# فیلم‌وب
فیلم‌وب (لهستانی: Filmweb) یک پایگاه داده آنلاین از اطلاعات مربوط به فیلم، برنامه‌های تلویزیونی، هنرپیشگان و عوامل تولید فیلم است. از سال ۲۰۱۱ میلادی، این وبگاه، بازی‌های ویدئویی را نیز پوشش می‌دهد.
فیلم‌وب در ۱۸ مارس ۱۹۸۸ میلادی به زبان لهستانی برپا شد و بزرگترین پایگاه داده‌های مرتبط با سینما و تلویزیون در لهستان محسوب می‌شود.